# Championnats du monde de gymnastique acrobatique 1995
Navigation
Édition précédente Édition suivante
Les championnats du monde de gymnastique acrobatique 1995, douzième édition des championnats du monde de gymnastique acrobatique, ont eu lieu du 9 au 12 novembre 1995 à Wrocław, en Pologne.